# Acerentomon skuhravyi
Acerentomon skuhravyi är en urinsektsart som beskrevs av Josef Rusek 1965. Acerentomon skuhravyi ingår i släktet Acerentomon och familjen lönntrevfotingar. Inga underarter finns listade i Catalogue of Life.